# Liste der Schweizer Botschafter in Katar
Die Liste der Schweizer Botschafter in Katar bietet einen Überblick über die Botschafter der diplomatischen Vertretung der Schweiz im Emirat Katar seit der Aufnahme diplomatischer Beziehungen im Jahr 1973. Bis zum Jahr 2012 waren die Botschafter in Riad (Saudi-Arabien), Amman (Jordanien) respektive Kuwait (Kuwait) ebenfalls in Katar akkreditiert. Im Februar 2012 eröffnete die Schweiz eine eigene Botschaft in der katarischen Hauptstadt Doha, im April 2013 wurde die neue Botschaft mit Zuständigkeitsbereich für Katar, Bahrain und Kuwait eingeweiht.

## Chronologische Liste der für Katar zuständigen «ausserordentlichen und bevollmächtigten Botschafter»
| Zeitraum  | Zuständige Botschaft | Botschafter               |
| --------- | -------------------- | ------------------------- |
| 1973–1975 | Riad (Saudi-Arabien) | Max Casanova              |
| 1975–1977 | Riad (Saudi-Arabien) | Jean Bourgeois            |
| 1977–1981 | Amman (Jordanien)    | Gustave Ulrich Dubois     |
| 1982–1985 | Amman (Jordanien)    | André-Louis Vallon        |
| 1985–1987 | Amman (Jordanien)    | Harald Borner             |
| 1987–1990 | Riad (Saudi-Arabien) | Maurice Marcel Jeanrenaud |
| 1990      | Riad (Saudi-Arabien) | Serge François Salvi      |
| 1992–1994 | Kuwait (Kuwait)      | Daniel von Muralt         |
| 1994–1998 | Kuwait (Kuwait)      | Rudolf Staub              |
| 1998–2002 | Kuwait (Kuwait)      | Daniel Woker              |
| 2002–2007 | Kuwait (Kuwait)      | Jean-Philippe Tissieres   |
| 2007–2011 | Kuwait (Kuwait)      | Michel Gottred            |
| 2011–2012 | Kuwait (Kuwait)      | Etienne Thévoz            |
| 2012–2015 | Doha (Katar)         | Martin Aeschbacher        |
| 2015–2018 | Doha (Katar)         | Etienne Thévoz            |
| 2018–     | Doha (Katar)         | Edgar Dörig               |